# اعتراضات ۲۰۲۲ سری‌لانکا
اعتراضات ۲۰۲۲ سری‌لانکا (سینهالی: ශ්‍රී ලාංකික විරෝධතා ; تامیلی: இலங்கையின் மக்கள் போராட்டம்) مجموعه‌ای از اعتراضات در سری‌لانکا بود که توسط معترضان مختلف غیرحزبی، عمدتاً عموم مردم و احزاب سیاسی مخالف علیه دولت رئیس‌جمهور، گوتابایا  راجاپاکسا انجام شد که متهم به سوء مدیریت اقتصاد بود و منجر به یک بحران اقتصادی شدید شد. تورم، خاموشی روزانه تا ۱۰ ساعت و کمبود سوخت و بسیاری از اقلام ضروری. خواسته اصلی معترضان این است که دولت تحت کنترل خانواده راجاپاکسا فوراً استعفا دهد و راه را برای مجموعه ای کاملاً جدید از حاکمان دموکراتیک واجد شرایط هموار کند. اکثر معترضان با هیچ حزب سیاسی همسو نیستند و برخی حتی از اپوزیسیون پارلمان فعلی ابراز نارضایتی کرده‌اند. معترضان معمولاً شعارهایی مانند «به خانه برو گوتا» و «به خانه برو راجاپاکسا» سر می‌دادند. اعتراضات عمدتاً توسط عموم مردم از جمله معلمان، دانشجویان، پزشکان، پرستاران، متخصصان فناوری اطلاعات، کشاورزان، وکلا، فعالان اجتماعی، ورزشکاران، مهندسان و چند افسر پلیس غیر وابسته به معترضان به لحاظ برگزار شده است. تاکنون چندین اعتراض توسط افراد مخالف مشهور و احزاب سیاسی انجام شده است اما به دلیل عدم کسب حمایت به مرور از بین رفته است. جمعیت جوانان سریلانکا با سردادن شعارهایی مانند «شما با نسل اشتباهی ادغام شدید» و «با آینده ما بازی نکنید» نقش مهمی در برگزاری اعتراضات در پارک سبز گاله فیس ایفا کردند.
در ۳ آوریل، تمام ۲۶ عضو کابینه دوم گوتابایا راجاپاکسا به استثنای نخست‌وزیر راجاپاکسا به‌طور دسته‌جمعی استعفا دادند. با این حال، منتقدان خاطرنشان کردند که این استعفا معتبر نبود زیرا آنها از پروتکل قانون اساسی پیروی نکردند و بنابراین آن را «شکلی» تلقی کردند، و تعدادی از آنها روز بعد در وزارتخانه‌های مختلف بازگردانده شدند. جانستون فرناندو، رئیس دولت تأکید کرد که رئیس‌جمهور گوتابایا راجاپاکسا با وجود درخواست‌های گسترده معترضان، مخالفان و عموم مردم تحت هیچ شرایطی استعفا نخواهد داد.
تظاهرات در نهایت موفقیت‌های قابل توجهی از جمله برکناری مقامات و وزرا و منجمله اعضای خانواده راجاپاکسا و نزدیکان آن را که مسئول بحران اقتصادی تلقی می‌شدند برکنار کرد و به انتصاب کارشناسان واجد شرایط‌تر و مقامات کهنه‌کار از جمله ایجاد گروه مشورتی در این زمینه و تعامل چندجانبه و پایدار کردن بدهی‌ها دست پیدا کرد.